# ساموئل روکین
ساموئل روکین (انگلیسی: Samuel Roukin؛ زادهٔ ۱۵ اوت ۱۹۸۰) بازیگر اهل بریتانیا است.
از فیلم‌ها یا برنامه‌های تلویزیونی که وی در آن نقش داشته‌است، می‌توان به هری پاتر و یادگاران مرگ – قسمت اول، بی‌غم، سولومون کین، ستاره فروزان، همتا، مأموران شیلد، جادوگران، سیلم، ریچارد دوم، پشیمانی‌های خانم آستین و انقلاب: جاسوسان واشینگتن اشاره کرد.